# Энтвисл, Джон
Джон Алек Энтвисл (Энтуисл, Энтвистл; англ. John Alec Entwistle; 9 октября 1944, Лондон, Англия — 27 июня 2002, Лас-Вегас, Невада, США) — бас-гитарист британской группы «The Who».
Музыкальная карьера Энтвисла по прозвищу «Бык» и «Громовые пальцы» длилась более четырёх десятилетий. Он был единственным участником группы с формальным музыкальным образованием, а также исполнял бэк- и эпизодические партии ведущего вокала.
Энтвисл, известный своими музыкальными способностями, использовал в своём подходе к бас-гитаре пентатонические лидирующие линии и необычный в то время богатый высокими частотами звук («полные высокие частоты, полная громкость»).
Энтвисл был включен в Зал славы рок-н-ролла как член группы «The Who» в 1990 году.
Он был признан величайшим басистом всех времен в опросе читателей журнала Rolling Stone в 2011 году, также он занял третье место в редакционном списке того же журнала, а в специальном выпуске «100 величайших басистов» в 2017 году журнал Bass Player поместил Энтвисла на седьмое место.

## Биография

### Ранние годы
Джон Алек Энтвисл родился 9 октября 1944 года в Чизвике, Англия, который сейчас является частью Лондона. Он был единственным ребенком в семье. Его отец Герберт, умерший в 2003 году, играл на трубе, а мать Мод (урожденная Ли) (29 ноября 1922 — 4 марта 2011) играла на фортепиано. Брак его родителей распался вскоре после его рождения, и в основном его воспитывала мать в доме бабушки и дедушки в Южном Актоне (en:South Acton, London). Развод был редкостью в 40-х годах, и это способствовало тому, что Энтвисл стал замкнутым и малообщительным.
Его музыкальная карьера началась в возрасте семи лет, когда он начал брать уроки игры на фортепиано. Ему не понравился этот опыт, и после поступления в среднюю школу округа Актон в возрасте одиннадцати лет он переключился на трубу, перейдя на валторну, когда присоединился к симфоническому оркестру школ Мидлсекса.
Он познакомился с Питом Таунсендом на втором курсе школы, и они вдвоем создали джазовую группу «Тhe Confederates». Группа отыграла всего один совместный концерт, прежде чем решила, что рок-н-ролл — более привлекательная перспектива. Энтвислу, в частности, было трудно слышать свою трубу в рок-группах, и он решил переключиться на игру на гитаре, но из-за его больших пальцев, а также его любви к низким гитарным тонам Дуэйна Эдди, он решил вместо этого заняться бас-гитарой. Он сделал свой собственный инструмент дома и вскоре привлек внимание Роджера Долтри, который был на год старше Энтвисла. Долтри знал Энтвисла еще со школы и попросил его присоединиться в качестве бас-гитариста к его группе «Тhe Detours».

### Карьера
Присоединившись к «The Detours», Энтвисл сыграл важную роль в поощрении развития начинающего таланта Пита Таунсенда к игре на гитаре и настоял на том, чтобы Таунсенда тоже приняли в группу. В конце концов Роджер Долтри уволил всех участников своей группы, за исключением Энтвисла, Таунсенда и барабанщика Дуга Сэндома, полупрофессионального музыканта, который был на несколько лет старше остальных.
Долтри уступил роль гитариста Таунсенду в 1963 году, вместо этого став фронтменом и вокалистом. Группа несколько раз меняла название, в конце концов остановившись на названии «The Who», пока Энтвисл все ещё работал налоговым клерком (временно выступал в составе High Numbers в течение четырех месяцев в 1964 году). Когда группа решила, что блондину Долтри нужно больше выделяться среди остальных, Энтвисл покрасил свои естественно светло-каштановые волосы в черный цвет, и так оставалось до начала 1980-х годов.
Примерно в 1963 году Энтвисл некоторое время играл в лондонской группе под названием «The Initials». Группа распалась, когда запланированное выступление в Испании сорвалось.
В 1967 году Энтвисл женился на своей возлюбленной детства Элисон Уайз и купил большой двухквартирный дом в Стэнморе (en:Stanmore, Лондон), наполнив его всевозможными необычными артефактами, начиная от доспехов и заканчивая пауком-тарантулом. Его эксцентричность и склонность к причудливому оставались с ним на протяжении всей его жизни, и когда он наконец в 1978 году переехал из города в Стоу-он-Волд в Глостершире, его особняк Куорвуд с семнадцатью спальнями напоминал музей. Здесь также хранилась одна из самых больших коллекций гитар, принадлежащих любому рок-музыканту.
Энтвисл получил два прозвища за свою карьеру музыканта. Его прозвали «Бык» из-за его крепкого телосложения и способности «есть, пить или делать больше, чем все остальные». Позже его также прозвали «Громовыми пальцами». Билл Уайман, бас-гитарист The Rolling Stones, описал его как «самого тихого человека в частной жизни, но самого громкого на сцене».
Энтвисл был одним из первых, кто использовал усилители «Marshall Stacks» в попытке услышать себя сквозь шум участников своей группы, которые классно прыгали и двигались по сцене, а Таунсенд и Кит Мун неоднократно разбивали свои инструменты (Мун даже использовал взрывчатку в своей ударной установке во время одного телевизионного выступления в комедийном часе братьев Смозерс).
Таунсенд позже заметил, что Энтвисл начал использовать усиление от Marshall, чтобы услышать себя поверх скорострельного стиля игры на барабанах Муна, и самому Таунсенду также пришлось использовать его, чтобы быть услышанным через Энтвисла. Так они оба продолжали модернизироваться и экспериментировать со своими установками, пока оба не начали использовать двойные стеки с новыми экспериментальными прототипами усилителей мощностью 200 Вт (в то время как большинство групп использовали усилители мощностью 50—100 Вт) в отдельных ящиках. Все это быстро принесло «The Who» репутацию «самой громкой группы на планете»; они достигли 126 децибел на концерте 1976 года в Лондоне, занесенном в Книгу рекордов Гиннесса как самый громкий рок-концерт в истории.
В то время группа оказала сильное влияние на выбор оборудования их современниками — и «Cream» и «The Jimi Hendrix Experience» последовали ее примеру. Несмотря на то, что они были пионерами и непосредственно способствовали развитию «классического» звука Marshall (в тот момент их оборудование создавалось или настраивалось в соответствии с их личными спецификациями), они использовали оборудование Marshall всего несколько лет — Энтвисл, в конце концов, перешёл на использование установки «Sound City», а Таунсенд позже последовал его примеру. Таунсенд отмечает, что на Джими Хендрикса, их нового партнера по лейблу, повлияло не только громкое звучание группы — и Энтвисл, и Таунсенд начали экспериментировать с обратной связью от усилителей в середине 1960-х годов, также и Хендрикс начал уничтожать свои инструменты только после того, как стал свидетелем «искусства саморазрушения» «The Who».

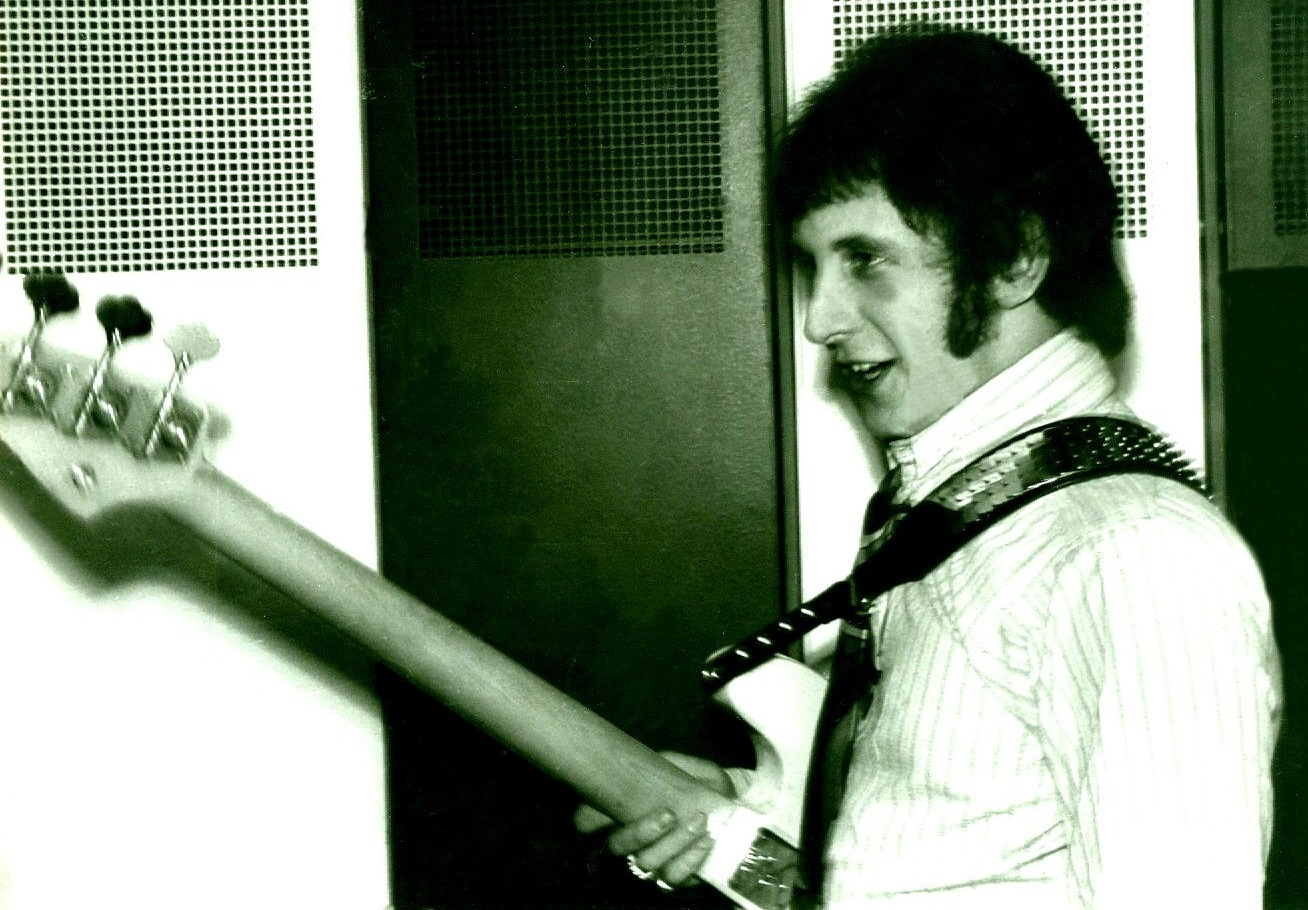
Людвигсхафен, Германия. 12 апреля 1967 год

Мрачное чувство юмора Энтвисла временами вступало в противоречие с более интроспективной, интеллектуальной работой Таунсенда. Хотя он написал песни для всех альбомов «The Who», кроме «Quadrophenia», он был разочарован тем, что Таунсенд не позволил ему спеть их самому. Как он сказал:
«У меня есть пара (песен) на альбом, но проблема заключалась в том, что я хотел петь их сам, а не позволять Роджеру делать это».
Это было в значительной степени причиной того, что он стал первым участником группы, выпустившим сольный альбом «Smash Your Head Against the Wall» (1971), в котором приняли участие Кит Мун, Джерри Ширли (en:Jerry Shirley), Вивиан Стэншолл, Нил Иннес и роуди «The Who», Дейв «Сирано» Лэнгстон.
Он был единственным участником группы, получившим формальное музыкальное образование. В дополнение к бас-гитаре, он внёс свой вклад в бэк-вокал и играл на валторне (слышно в «Pictures of Lily»), трубе, фортепиано, горне и арфе, а в некоторых случаях он пел ведущий вокал в своих композициях. Он наложил несколько рожков, чтобы создать секцию духовых инструментов, которую можно услышать в таких песнях, как «5:15»; среди прочего, во время записи студийных альбомов The Who, а на концертах организовал секцию рожков для выступления с группой.
Хотя Энтвисл был известен как самый тихий участник The Who, на самом деле он часто оказывал большое влияние на остальных участников группы. Например, Энтвисл был первым участником группы, который надел жилет Юнион Джек. Этот предмет одежды позже стал одним из фирменных предметов одежды Таунсенда.
В 1974 году он составил сборник неизданных материалов «The Who» «Odds & Sods».
Энтвисл разработал обложку для альбома группы 1975 года «The Who by Numbers» и в интервью 1996 года отметил, что его создание обошлось в 30 фунтов стерлингов, в то время как обложка Quadrophenia, разработанная Таунcендом, стоила 16 000 фунтов стерлингов.
Энтвисл также экспериментировал на протяжении всей своей карьеры с «двойным усилением», когда высокие и низкие частоты бас-гитары передаются по отдельным потокам, что позволяет лучше контролировать результат. В какой-то момент его установка была настолько загружена ящиками с громкоговорителями и оборудованием для обработки, что ее окрестили «Маленьким Манхэттеном», намекая на высокие, похожие на небоскребы стеллажи, колонны и мигающие огни.

## Дискография
Сольно
- Smash Your Head Against the Wall (1971), США № 126[прояснить]
- Whistle Rymes (1972), США № 138[прояснить]
- Rigor Mortis Sets In (1973), США № 174[прояснить]
- Mad Dog (1975), США № 192[прояснить]
- Too Late the Hero (1981), США № 71[прояснить]
- The Rock (1996)
- King Biscuit Flower Hour Presents in Concert (1996)
- Left for Live (1999, переиздан в 2002)
- Music from Van Pires (2000)

## Влияние
Энтвисл считал, что наибольшее влияние на него оказали школьные занятия игры на валторне, трубе и пианино, которые делали его пальцы твёрдыми и ловкими. Повлиявшими на него музыкантами были рок-н-рольные гитаристы Дуэйн Эдди и Джин Винсент, а также американские соул и R&B басисты, такие как Джеймс Джамерсон. В свою очередь, он оказал огромное влияние на технику игры и звуке бас-гитаристов последующих поколений, таких как Гизер Батлер, Стив Харрис, Мэтт Фримэн, Иэн Хилл, Гедди Ли, Билли Шихэн, Виктор Вутэн, Том Петерссон, и Крис Сквайр.
Энтвисл продолжает попадать в топы «лучших бас-гитаристов» различных музыкальных изданий. В 2000 году журнал Guitar назвал его «Басистом тысячелетия» (англ. Bassist of the Millennium), согласно проведённому читательскому опросу. Дж. Д. Консайдин поставил Энтвисла на девятое место в своём списке «50 лучших басистов» (англ. Top 50 Bass Players). Он был назван вторым лучшим бас-гитаристом в согласно опросу журнала Creem в 1974, уступив Полу Маккартни. А также в 2011 году был признан читателями журнала Rolling Stone лучшим бас-гитаристом всех времён. В списке редакции этого же журнала 2020 года он занял 3 место, уступив только Чарльзу Мингусу и Джеймсу Джеймерсону.

## Дополнительные факты
- Имеет прозвища «The Ox» и «Thunderfingers», потому что его пальцы казались размытыми на фоне грифа[16].